# أنطونيو (لاعب كرة قدم برازيلي)
أنطونيو هو لاعب كرة قدم برازيلي، ولد في 26 أبريل 2004 في ساو جواو دي ميريتي في البرازيل.